# Abraxas cliftoniana
Abraxas cliftoniana là một loài bướm đêm trong họ Geometridae.